# Silnice II/207
Silnice II/207  je komunikací II. třídy v kraji Karlovarském. Začíná ve městě Toužim. Uvnitř města vychází ze silnice II/198 směrem na východ. Prochází postupně obcemi Radyně, Smilov, Brložec, Lažany a Štědrá, aby po přejezdu přes Trať 161 u obce Borek skončila napojením na silnici II/193. Čerpací stanice jsou pouze v Toužimi, ne však na trase silnice. Délka silnice je poměrně krátká – zhruba 13 km.

## Popis trasy
| Vzdál. v km | Místo   | Popis | Nadm. výška |
| ----------- | ------- | --- | ----------- |
| 0           | Toužim  | II/207 začíná uvnitř města odbočením ze silnice II/198 směrem na východ jako Žlutická ulice.                                                | 619         |
| 3,7         | Radyně  | v obci odbočka vlevo na III/2071 do obce Lachovice                                                                                          | 605         |
| 4,9         | Smilov  | v obci odbočka vpravo na III/2072 do obce Komárov                                                                                           | 615         |
| 6,2         | Brložec | průjezd obcí | 635         |
| 8,8         | Lažany  | průjezd obcí | 612 – 600   |
| 9,9         | Štědrá  | vlevo odbočka na III/2074 do obce Mostec | 585         |
| 11,5        | Štědrá  | u nádraží ostrá zatáčka vlevo, vpravo odbočka na III/2076 do obcí Prohoř a Vlkošov a také odbočka na III/1938 s napojením na silnici II/193 | 551         |
| 12,5        |         | přejezd přes trať 161 | 541         |
| 13          | Borek   | II/207 zde končí nájezdem na silnici II/193, cca 300 m od obce Borek.                                                                       | 536         |